# Dochu La
Le Dochu La, ou col de Dochu[réf. souhaitée], est un col de l'Himalaya situé au Bhoutan, à mi-chemin entre Thimphou et Punakha. Un ensemble de 108 chörtens ou stupas commémoratifs appelé « chörtens de Druk Wangyal » y a été construit à l'initiative de Dorji Wangmo Wangchuk, la fille aînée de la reine mère,. Outre ce monument, on peut y voir le monastère Druk Wangyal Lhakhang qui a été construit en l'honneur de Jigme Singye Wangchuck le quatrième roi du Bhoutan. L'esplanade qui s'ouvre sur sa cour d'entrée est le lieu où se déroule le festival annuel Dochula Druk Wangyel. Le premier parc botanique royal se trouve à proximité.

## Géographie

### Situation et voies de communication

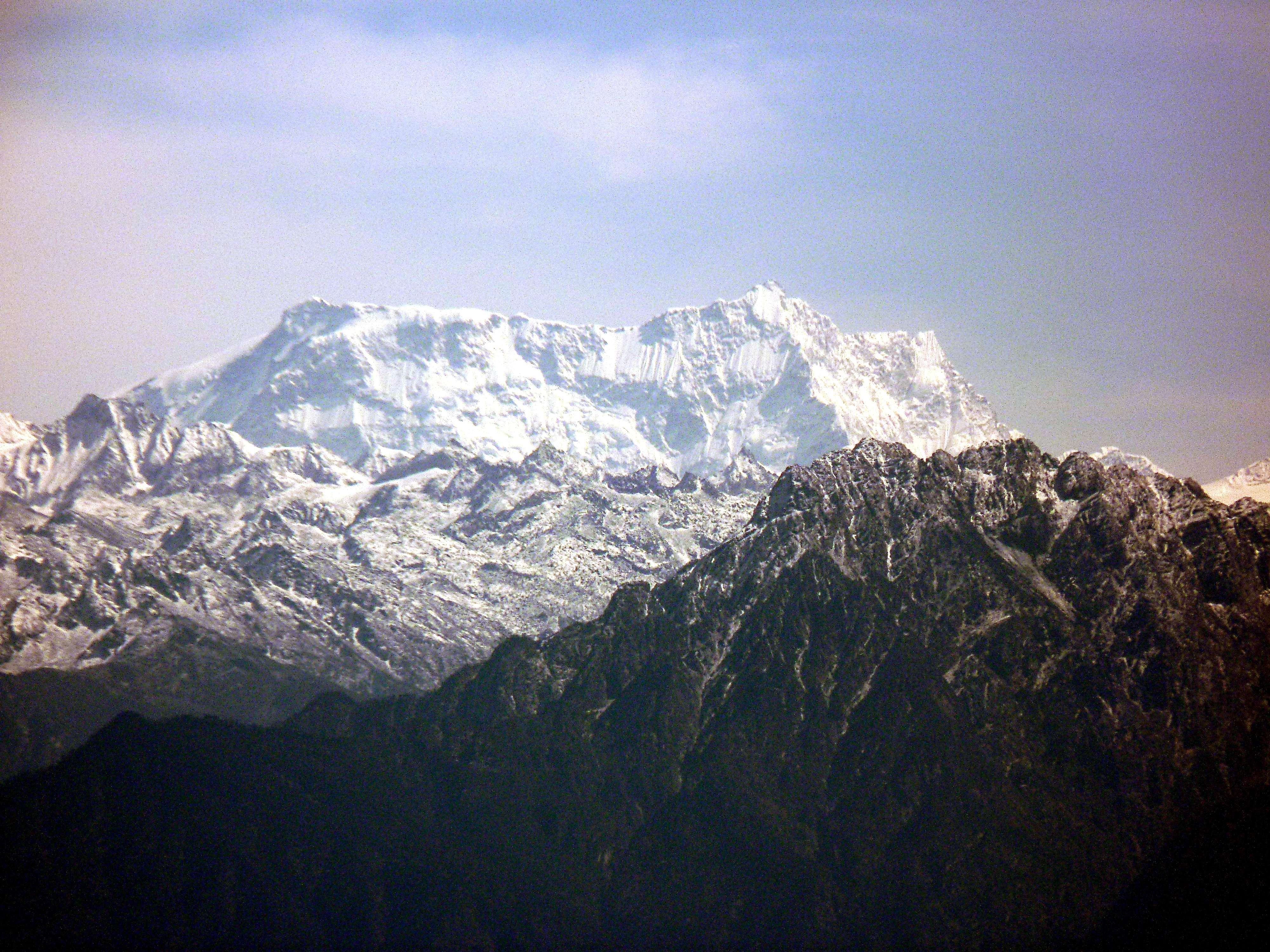
Le Gangkhar Puensum, plus haut sommet du Bhoutan, vu depuis le Dochu La.

Le col s'élève à une altitude de 3 100 mètres sur la route qui relie Thimphou à Punakha. À l'est du col, on aperçoit les sommets enneigés des montagnes de l'Himalaya parmi lesquelles le Masang Kang (7 194 m) et le Gangkhar Puensum (7 570 m), plus haut sommet du Bhoutan. À l'est, la route est pentue et s'oriente vers la vallée de Punakha. Après cette ville située au confluent de deux rivières, la route atteint Wangdi Phodrong. On peut y voir un monastère du VIIe siècle surplombant la vallée de la rivière Punatsangchu.
Le col est traversé par d'anciens sentiers ou pistes qui reliaient Thimphou et Punakha. Le sentier Dochu La Nature Trail (1,2 km) commence au café Dochu La et rejoint la route actuelle à Lamperi. Le Lumitsawa Ancient Trail (4,7 km) rejoint la route principale à Lumitsawa. Ces deux sentiers sont des variantes de l'itinéraire principal.

### Climat
Le climat au col est généralement brumeux et frais. Malgré tout, entre octobre et février, on peut profiter de belle vues panoramiques dégagées sur l'Himalaya du Bhoutan.

### Flore

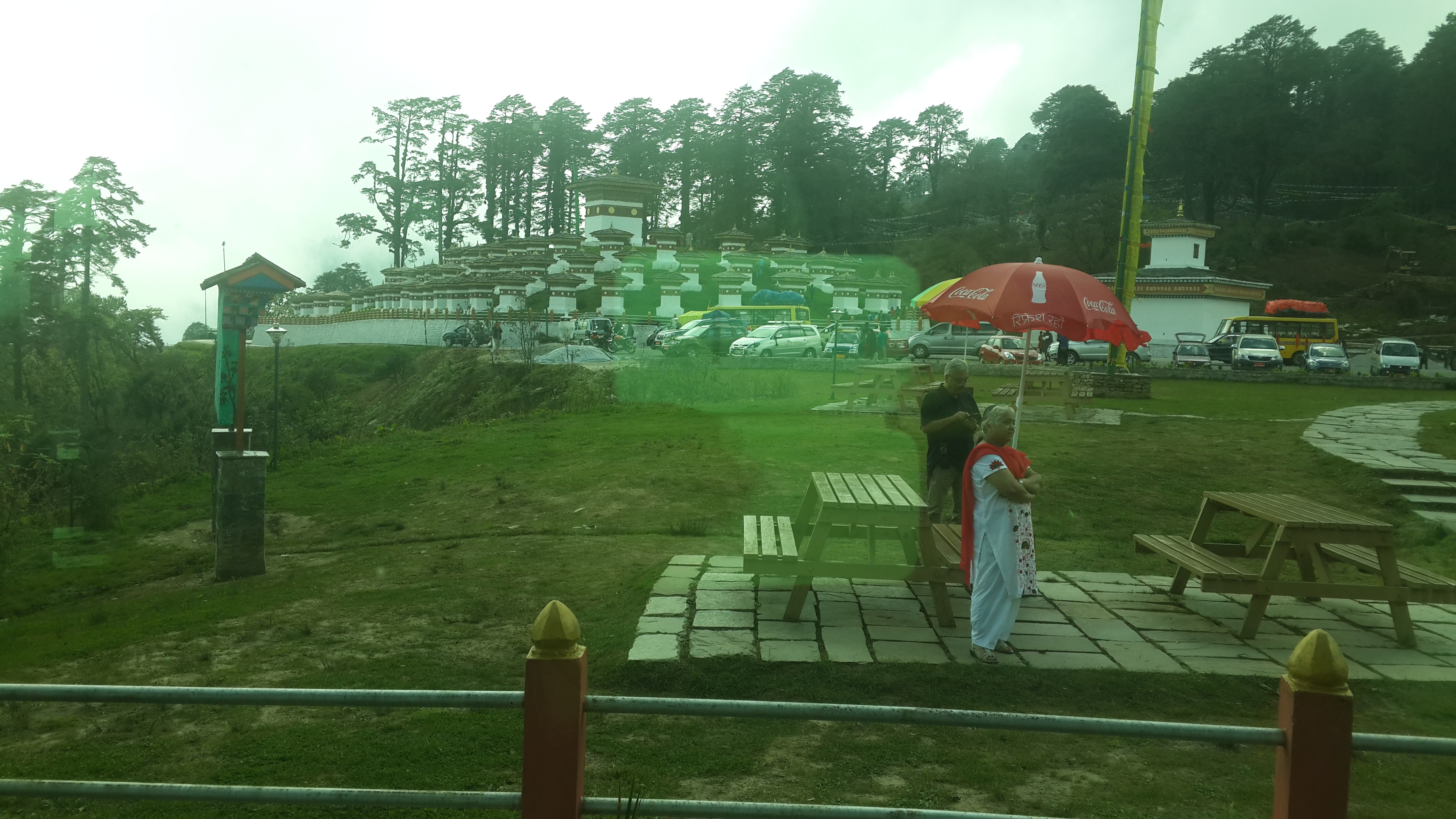
Le Dochu La et les forêts environnantes.

Les pentes du col sont couvertes de cyprès. Après le festival de Losar marquant le Nouvel An bhoutanais en février, et à mesure que la neige disparaît, le col offre le spectacle de nombreuses floraisons printanières : d'abord Primula denticulata, Primula bracteosa et le mois suivant les rhododendrons. Magnolia campbellii fleurit également sur le col durant cette période ainsi que le daphné, un petit arbuste à fleurs blanches. L'écorce de cette plante est utilisée pour fabriquer un papier traditionnel utilisé pour écrire des prières car il résiste aux termites.

## Points d’intérêt
Les points d’intérêt situés à proximité du col sont le Druk Wangyal Khang Zhang, un ensemble de 108 chörtens, le temple Druk Wangyal Lhakhang et le jardin de rhododendrons. Les collines alentour sont ornées de drapeaux de prière invoquant la prospérité et la paix pour le pays. Ils peuvent avoir cinq couleurs différentes symbolisant les forces naturelles : bleu pour le ciel, blanc pour les nuages, rouge pour le feu, vert pour l'eau et jaune pour la terre

### Chörtens Druk Wangyal Khang Zhang

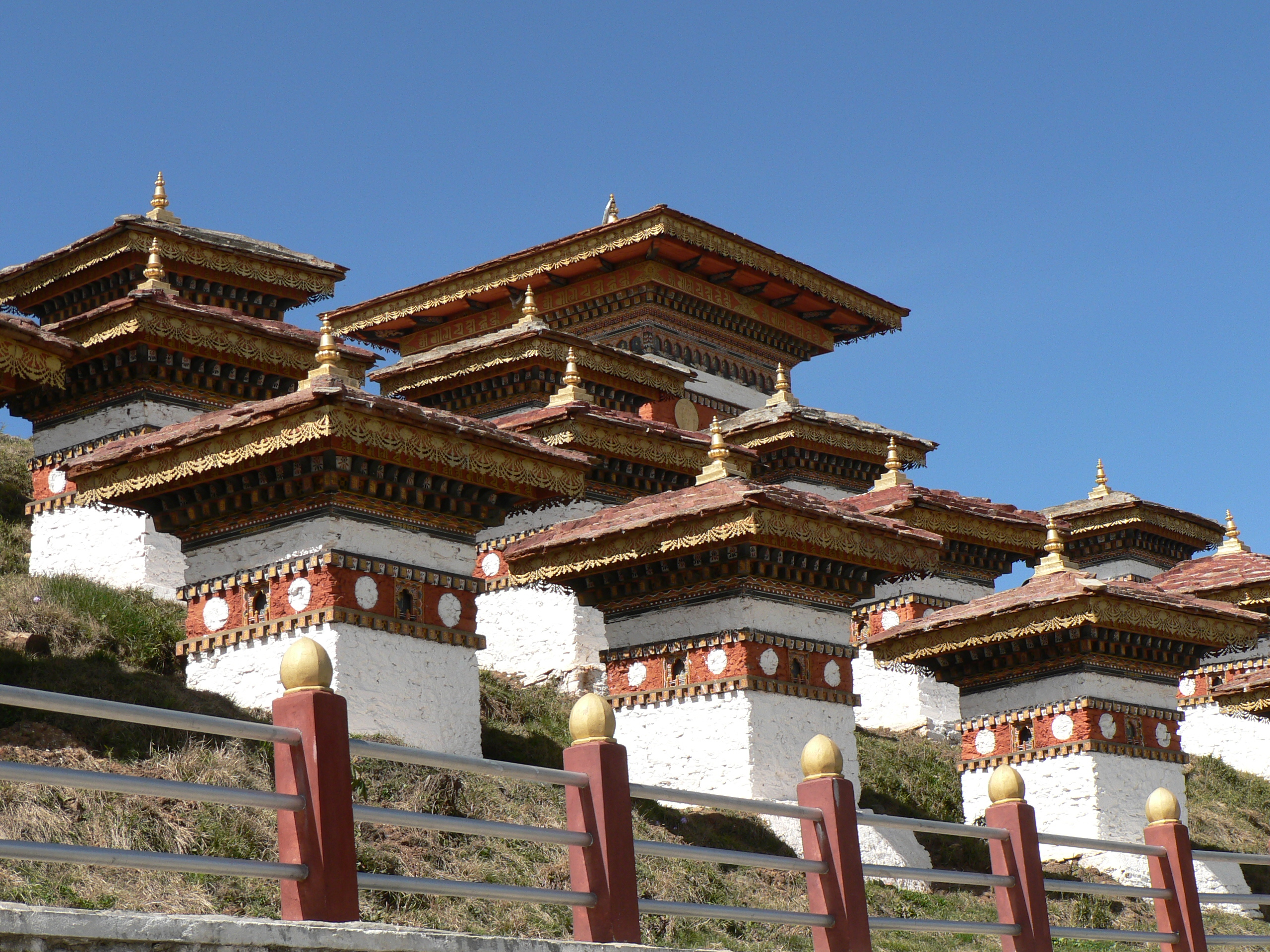
Les chörtens du Dochu La avec leur bande rouge caractéristique.

Le Druk Wangyal Khang Zhang est un monument constitué d'un ensemble de 108 chortëns à bande rouge appelée « khangzang ». Ils ont été érigés sur une butte centrale du col à la demande  de la reine Ashi Dorji Wangmo Wangchuk. Dans la langue locale, ils sont appelés gYul Las rNampar Gyal wai', ce qui signifie « chortens de la victoire ». Ils commémorent le sacrifice des soldats bhoutanais tués lors de la bataille contre les insurgés assamais en décembre 2003. Le monument glorifie la victoire du roi Jigme Singye Wangchuck qui a délogé les 30 rebelles du camp qu'ils avaient établi en territoire bhoutanais et à partir duquel ils attaquaient le territoire indien de l'Assam,. Le roi est retourné à Thimphou le 28 décembre 2003, à l'époque les 108 chörtens étaient en construction. Ils ont été achevés à la mi-juin 2004 et ont été officiellement consacrés et sanctifiés par des rites religieux les 19 et 20 juin de la même année.

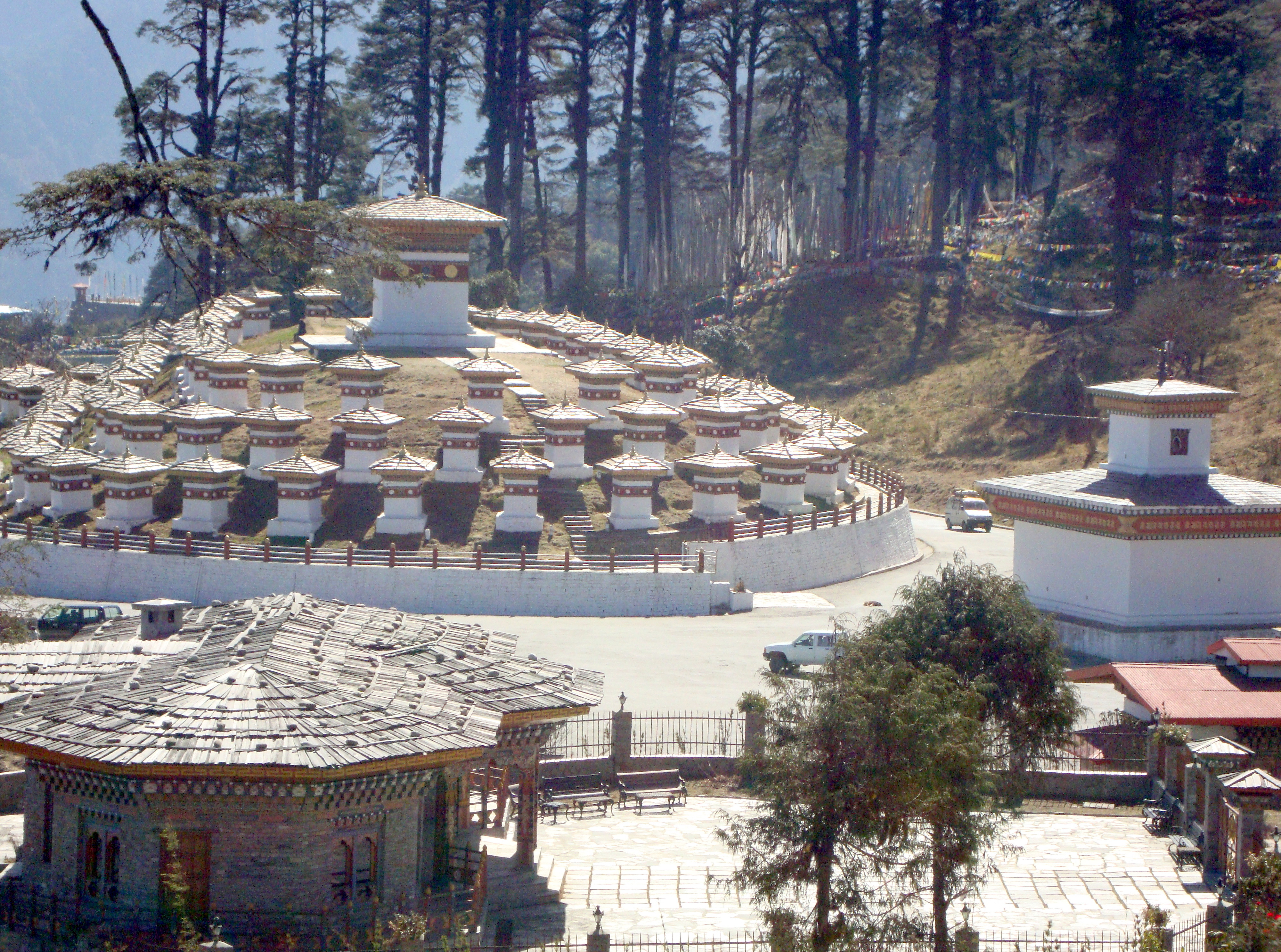
Les 108 chörtens du Dochu La.

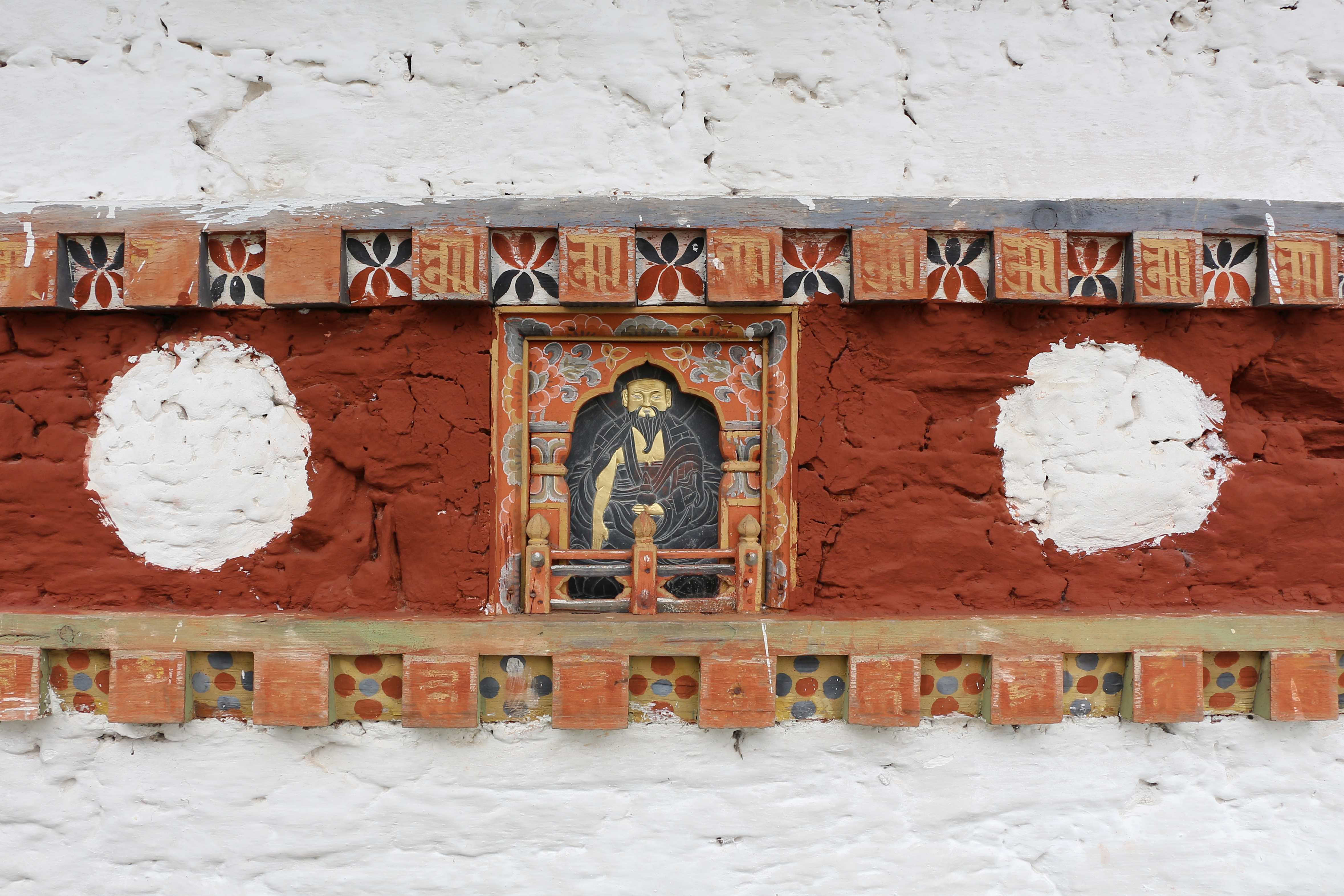
Détail d'un chörten du Dochu La.

Les chörtens sont répartis sur trois niveaux. Le premier niveau, celui du bas, compte quarante-cinq chörtens, le second en compte trente-six et le troisième vingt-sept ; ces derniers s’organisent autour d'un chörten principal. Leur construction a suivi une procédure rituelle précise. Dès que la hauteur d’un chörten atteint un mètre, une fosse centrale est creusée dans le sol et on y dépose symboliquement des offrandes faites de céréales et d'un ustensile en bronze rempli de beurre. Dans un deuxième temps, à mesure que le chörten s’élève, on y enfouit  des représentations de dieux bouddhistes faites d'argile remplies de papiers de prières. La dernière étape, dite « étape vitale », consiste à fixer le sokshing (l'arbre de vie du chörten). Celui-ci  est censé assurer un lien entre le ciel et la terre au sein du monument. Il est constitué d'un long poteau carré en bois de genévrier fabriqué par une personne née sous un thème astrologique favorable. Ce poteau est peint en rouge et porte les inscriptions d'hymnes sacrés. Il et entouré d'accessoires religieux tels que des images dorées de dieux, des cloches de prière, des petits stupas d'argile, des pierres précieuses et des bijoux. Le sokshing est ensuite enveloppé d'un drap de soie, puis fixé dans le nouveau monument le jour propice.

### Druk Wangyal Lhakhang

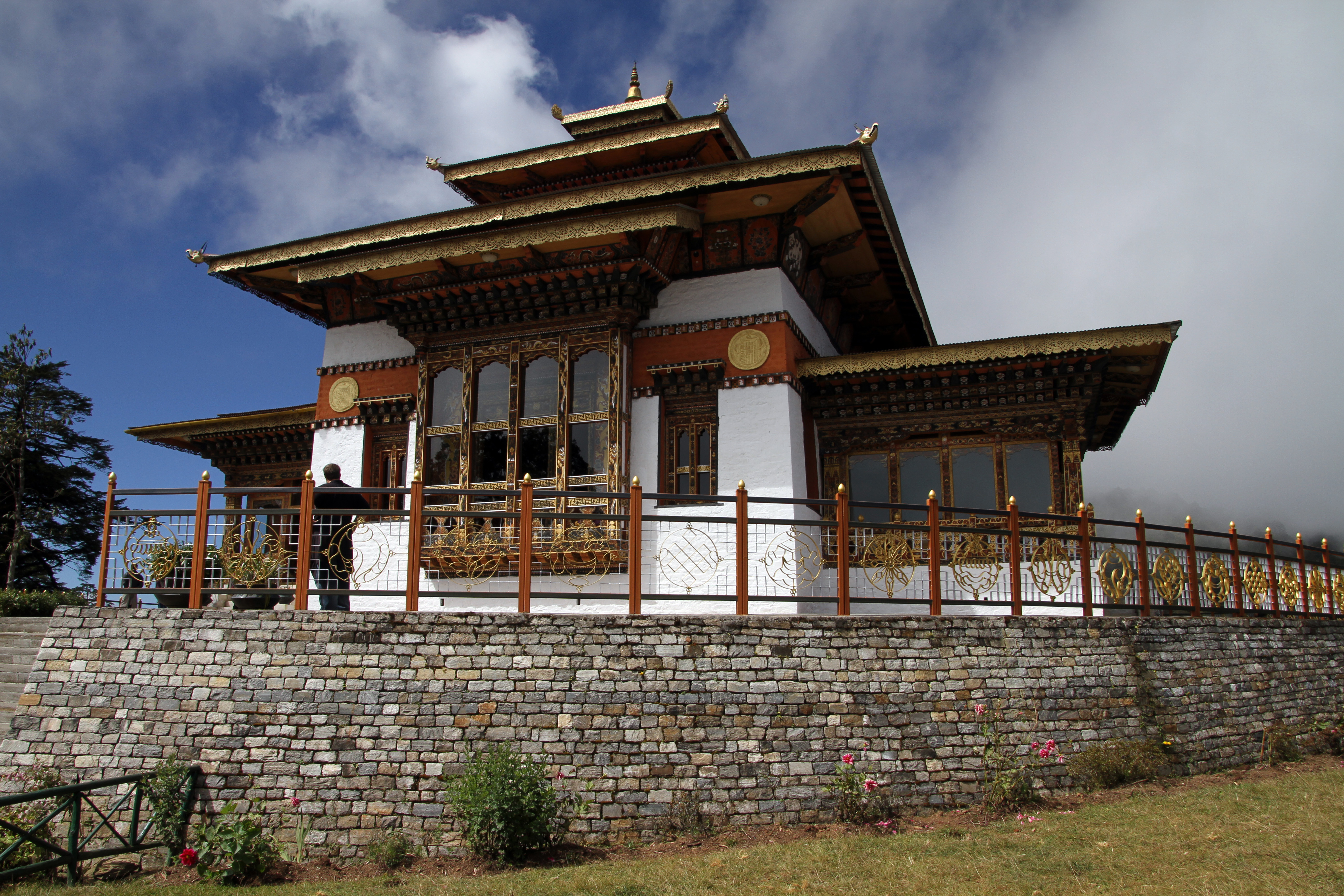
Le temple Druk Wangyal.

En juin 2008, une fois les chörtens achevés, la construction du temple Druk Wangyel Lhakhng a été entreprise. Il fait office de mémorial et célèbre les 100 ans de monarchie au Bhoutan. Les murs du temple sont décorés par des peintures illustrant l'histoire du royaume. Certaines de ces fresques prennent un tour caricatural. Quelques-unes montrent le quatrième roi combattant les rebelles indiens dans la forêt et des moines avec un ordinateur portable et un avion Druk Air.

### Festival Dochula Wangyal
Le festival Tsechu de Dochula a lieu chaque année le 13 décembre, sur l'espace Druk Wangyel situé au Dochu La. Ce festival a été créé en 2011 pour commémorer la victoire de 2003 du Quatrième Druk Gyalpo et des Forces armées. Le spectacle été composé pour l'occasion par Dasho Karma Ura.